# Сефевидский Ширван
Вела́ят Ширва́н (перс. ولایت شیروان‎ [Velāyat-e Shirvān]) — провинция (вилайет), основанная империей Сефевидов на территории современного Азербайджана и России (Дагестан) между 1501 и 1736 годами со столицей в городе Шемахы. 

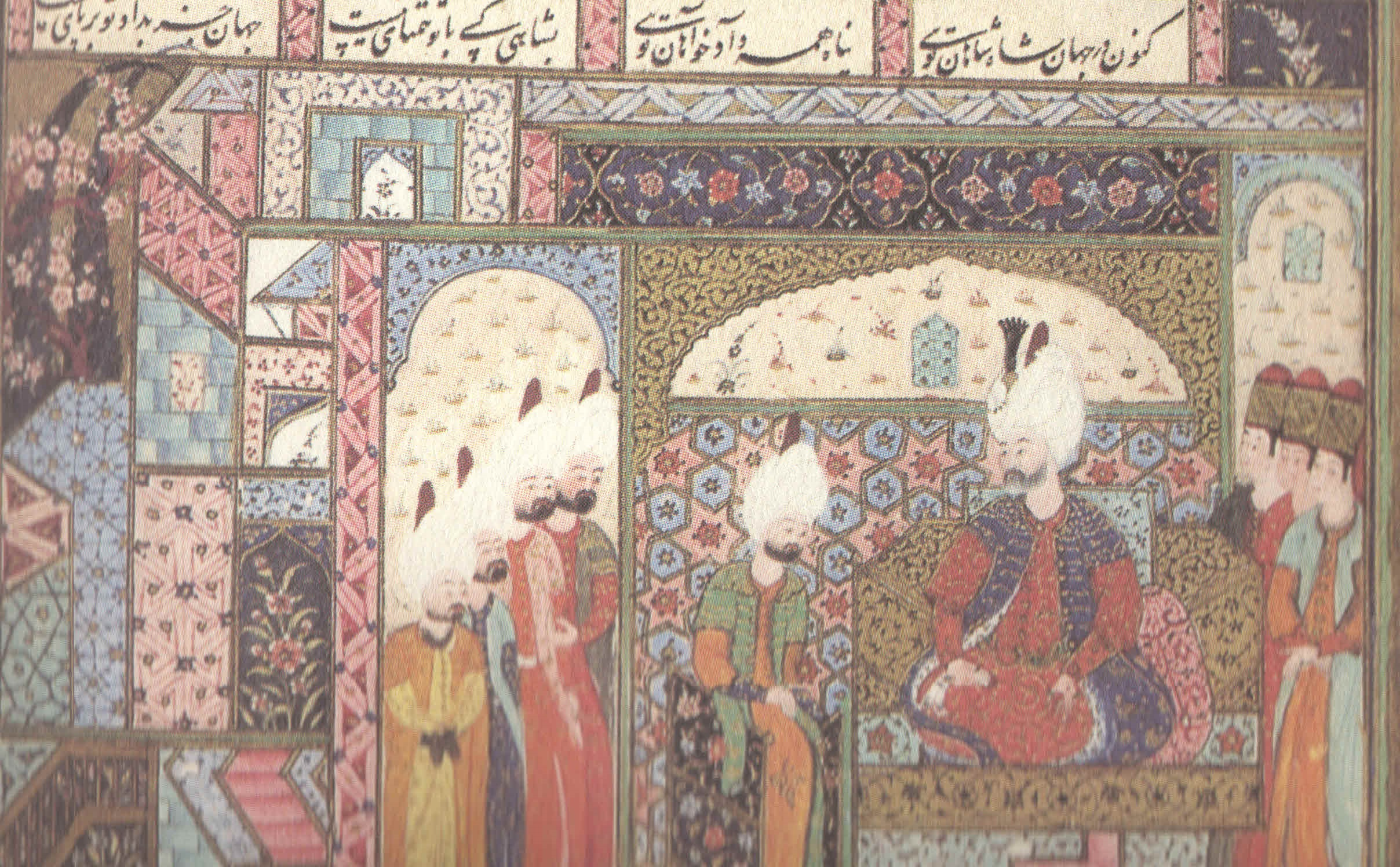
Встреча Алкаса Мирзы и Сулейман I. Иллюстрация из «Сулейман-наме».

## Административное деление
Провинция имела шесть административных юрисдикций: Альпаур, Агдаш-Шеки, Баку, Чемешгазак-Агдаш, Дербент, Губа-Колхан и Сальян. Столица Шамахы имела отдельного губернатора, но современные историки и географы не упоминали о том, что они образовали отдельную административную юрисдикцию.
Сефевиды прочно удерживали контроль над Ширваном со времени покорения Ширвана (за исключением нескольких кратких османских завоеваний), когда в конечном итоге правитель афшаридов Ирана Надир-шах установил твёрдое правление в этом регионе. После его смерти область была разделена на различные подчиненные ханства, прежде чем они были захвачены Российской империей у Каджарского Ирана в течение XIX века.

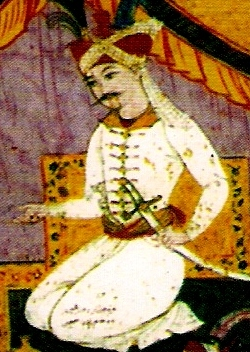
Шах Ирана Исмаил II

## История
Упразднив правление Ширваншахов в 1538 году, Тахмасп I учредил Ширван как административную единицу империи. В конце 16-го века генерал Османской империи Лала Мустафа-паша ненадолго захватил Ширван во время Османско-Сефевидской войны (1578—1590) и назначил Осман-паша Оздемироглу своим губернатором. В 1607 году шах Аббас I Великий снова вторгся в Ширван и установил кызылбашское правление над провинцией. После нескольких межгосударственных войн Ширван был в конечном итоге захвачен Надир-шахом в 1734 году, который вновь установил власть Сефевидов над провинцией.

## Список наместников
| Свидание  | губернатор                             |
| --------- | -------------------------------------- |
| 1501      | Бахрамбек *                            |
| 1501-1502 | Газибек *                              |
| 1502      | Султан Махмуд *                        |
| 1502-1509 | Ибрагим II *                           |
| 1509-1519 | Хусейн-бек Лалех                       |
| 1519-1524 | Ибрагим II Шейхшах *                   |
| 1523-1535 | Халил-улла II *                        |
| 1535-1538 | Шахрух *                               |
| 1538-1547 | Алкас Мирза                            |
| 1538-1541 | Бадр-хан Устайлу                       |
| 1538-1543 | Гази-хан Теккелу                       |
| 1543-1547 | Бадр-хан Устайлу                       |
| 1547-?    | Исмаил II                              |
| 1547-1549 | Шахверди Султан                        |
| 1548-1550 | Бурхан Али * §                         |
| 1549      | Мехраб Мирза * §                       |
| 1549-1550 | Курбан Али Мирза * §                   |
| 1554      | Касем Мирза * §                        |
| 1549-1565 | Абдуллах-хан Устайлу                   |
| 1566      | Мустафа-бек                            |
| 1566      | Шах-бек Али                            |
| 1567      | Фаррухзад-бек Карадаглу                |
| 1567-1576 | Арас-хан Румлу                         |
| 1577      | Абу Тураб Султан Устайлу               |
| 1577      | Кавус Мирза * §                        |
| 1577      | Арас Султан-хан Румлу                  |
| 1578      | Абу Бакр Мирза * §                     |
| 1578      | Панах Мухаммед-хан Зуль-Кадр           |
| 1578-?    | Мухаммед-хан Халифе Хаджилар Зуль-Кадр |
| 1579      | Сулейман-хан Устайлу                   |
| 1580-1583 | Пейкар-бек Хан Зиядоглу                |
| 1583      | Халифе Ансар Карадайлу                 |
| 1604-05   | Константин I Кахетинский               |
| 1583-1607 | Османская оккупация                    |
| 1610-1624 | Юсуф-хан                               |
| 1624-1633 | Казак-хан Черкес                       |
| 1643-1653 | Хосров Султан Армани                   |
| 1653      | Наджаф Кули-хан Черкес                 |
| 1663-67   | Наджаф Кули-хан Черкес (2-й срок)      |
| 1718      | Хасан-Али Хан Дагистани                |